# Faucon orangé
Falco deiroleucus
Espèce
Répartition géographique
Statut CITES
Statut de conservation UICN

 NT A2c+3c+4c : Quasi menacé
Le Faucon orangé (Falco deiroleucus) est une espèce de rapaces diurnes appartenant à la famille des Falconidae. On le trouve du sud du Mexique au nord de l'Argentine.

## Taxonomie
Le faucon orangé et le faucon des chauves-souris (Falco rufigularis) ont des plumages et des vocalisations similaires, il pourrait s'agir d'espèces sœurs. Les deux espèces semblent également proches du faucon aplomado (Falco femoralis).
Cette espèce est considérée comme monotypique, cela signifie qu'il n'existe pas de sous-espèce.

## Description physique

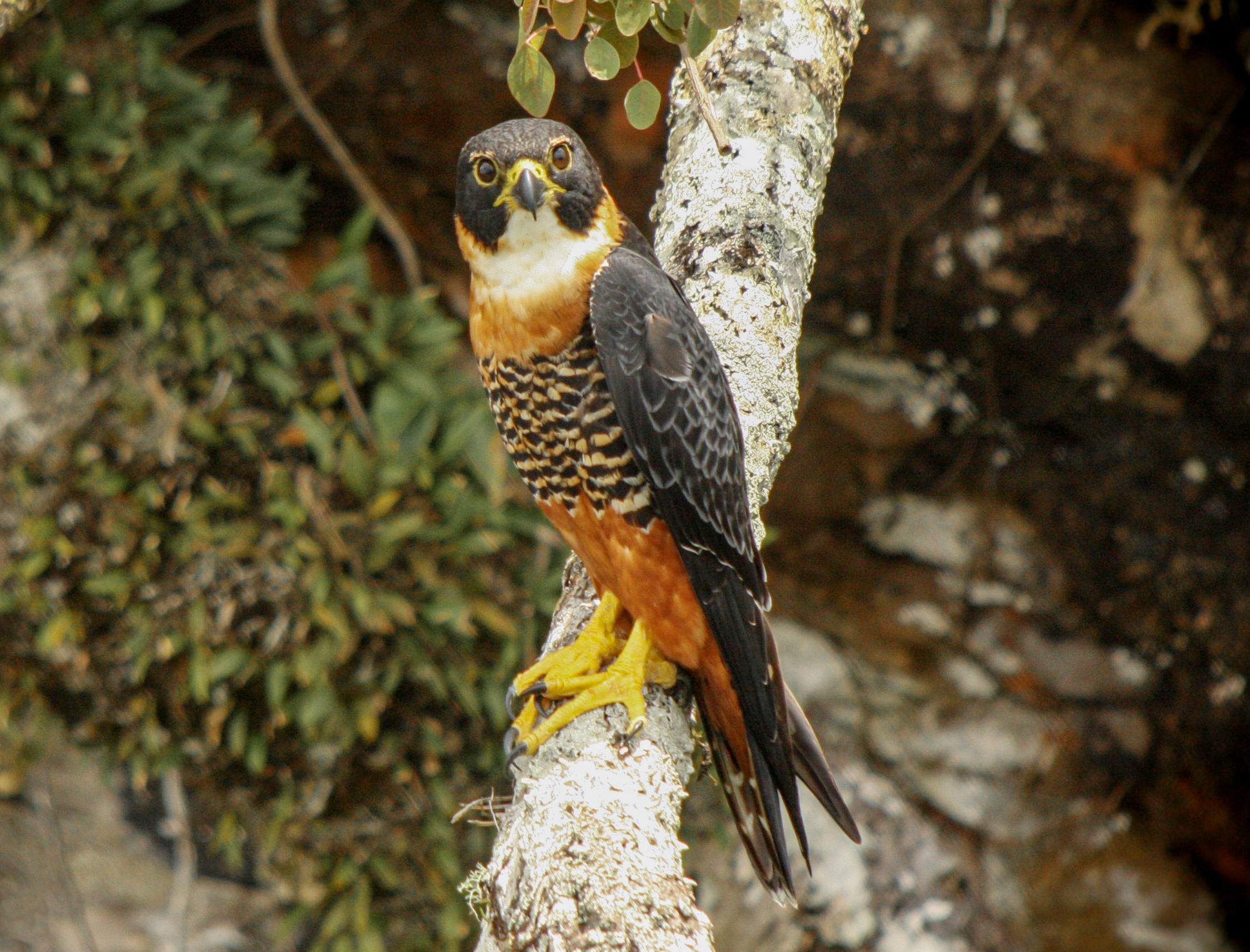
Faucon orangé perché sur une branche au Panama.

Le faucon orangé possède un dessus plutôt sombre. Ses couvertures ailaires sont gris-ardoisé ainsi que le dessus des plumes de ses ailes. Sa tête ainsi que sa nuque sont noires, dans une couleur qui est plus unie (ses ailes peuvent avoir des reflets gris). Sa nuque, ses joues ainsi que sa gorge sont d'un blanc très pâle. En dessous de sa gorge se situe une bande rousse, ce qui lui vaut son nom. Son ventre est blanc couvert de taches noires, et on retrouve cette coloration sur le dessous de ses ailes. Ses rectrices sont noires et finement rayées de blanc. Ses sous-caudales sont rousses. Son bec est assez particulier, notamment sa puissance, il est parfois qualifié d'« exceptionnellement fort ». Proportionnellement, sa tête est assez imposante et ses ailes relativement longues et fines. Ses serres sont caractérisées par ses doigts très longs qui sont donc assez habiles et puissants. Le mâle et la femelle ont le même plumage mais la femelle est bien plus grande et plus lourde que le mâle. En moyenne la taille est de 40 cm, son envergure de 69 à 85 cm, et son poids de 330 à 654 grammes. Leurs yeux sont de couleur brune et la cire de couleur jaune pâle. Ils sont très ressemblants aux faucons des chauves-souris.
Les juvéniles ont un plumage et des proportions semblables à leurs parents, ils ne diffèrent que par la couleur de ventre et celle de leur cire. Le plumage est plus pâle et moins marqué que celui des adultes. Le dos et la queue sont brun foncé, le dessous est couleur chamois, avec des marques brun pâle sur la poitrine. Les parties sans plumes sont d'un vert bleuté, qui devient plus jaune avec l'âge,.

## Distribution et habitat
Le faucon orangé était autrefois réparti largement du sud du Mexique au nord de l'Argentine. De nos jours, sa distribution est bien plus réduite. Les observations récentes en Amérique centrale le situent au Belize, au Guatemala et au Panama, bien qu'il puisse encore être présent au sud du Mexique. Il est extrêmement rare, peut-être localement éteint, au Costa Rica, au Nicaragua et au Honduras, et il n'y a pas d'observation enregistrée au Salvador. L'espèce est présente, mais rare, au Brésil, en Équateur, au Pérou et au Venezuela. Son statut est incertain en Bolivie, en Colombie, au Guyana, au Paraguay, au Surinam et en Trinité et Tobago. Dans ces derniers pays, des spécimens existent, et il est probable que quelques couples y habitent. À part à quelques endroits, la distribution du faucon orangé est très dispersée. La connaissance de cette distribution est complexifiée par la ressemblance entre le faucon orangé et le faucon des chauves-souris, bien plus commun et répandu,,.
Le faucon orangé dépend de la présence de pluies tropicales et de forêts semi-persistantes avec des falaises lui permettant de nicher. Il préfère les forêts matures et denses, mais peut aussi vivre dans des mosaïques de forêts et de zones plus ouvertes.

## Prédateurs
L'aigle noir et blanc (Spizaetus melanoleucus) et le hibou maître-bois (Asio stygius) sont connus pour chasser le faucon orangé au Belize. L'urubu noir (Coragyps atratus) est présent en Amérique centrale et en Amérique du Sud, et s'attaque au faucon orangé principalement en usurpant ses nids. Une étude au Guatemala indique que la reproduction des faucons est bien meilleure quand leurs nids sont protégés des urubus. Les abeilles africanisées habitent les mêmes zones de falaises que les faucons orangés ; aucun effet direct de ces insectes sur cette espèce n'a été observé, mais il est prouvé qu'elles ont un effet sur d'autres espèces d'oiseaux. Un piège photographique a permis d'observer une chauve-souris vampire se nourrissant sur une femelle faucon en pleine incubation.

## Comportement

### Déplacements
Le faucon orangé est sédentaire et occupe son territoire toute l'année. Les jeunes se dispersent quand ils prennent leur indépendance, mais la distance parcourue lors de cette dispersion n'est pas connue.

### Alimentation
Le faucon orangé se nourrit de diverses espèces d'oiseaux et de chauves-souris. 45 espèces d'oiseaux appartenant à 22 familles différentes ont été observées dans son régime au Belize et au Guatemala. Il chasse généralement au-dessus de la canopée, en plongeant depuis une falaise ou un sommet d'arbre mort ou en attaquant depuis une grande hauteur,. « Il utilise aussi une stratégie de camouflage pour capturer les oiseaux chanteurs migrateurs, les oiseaux de rivières et les chauves-souris, en surgissant dans l'ombre à l'aube et au crépuscule. »

### Reproduction
Le nid du faucon orangé est un trou ou une dépression, généralement au bord d'une falaise, bien qu'on ait observé un couple niché sur un temple au parc national Tikal au Guatemala. Il existe aussi des observations de nids de détritus entre les branches d'un grand arbre. La femelle pond généralement trois œufs, cela peut aller de deux à quatre. La période d'incubation varie entre 30 et 34 jours, et le premier envol a lieu entre 40 et 45 jours après l'éclosion. La femelle s'occupe de la plus grande partie de l'incubation et du nourrissage des petits. Le moment où les jeunes prennent leur indépendance après leur premier envol n'est pas connu,.

### Nettoyage
Un faucon orangé a été observé en train de se jeter volontairement sur des feuilles d'arbres ayant recueilli de l'eau, apparemment pour s'y baigner.

### Vocalisations
Chez le faucon orangé, les deux sexes sont très bruyants en période de reproduction. Ils ont un cri de défense agressif, décrit comme « un rapide key-key-key-key (...) répété encore et encore jusqu'à ce que la menace s'éloigne ». Le cri est aussi décrit comme « kyowh-kyowh-kyowh ». Les couples émettent aussi de petits pépiements ou des bruits de flûte lors des parades,.

## Statut et conservation

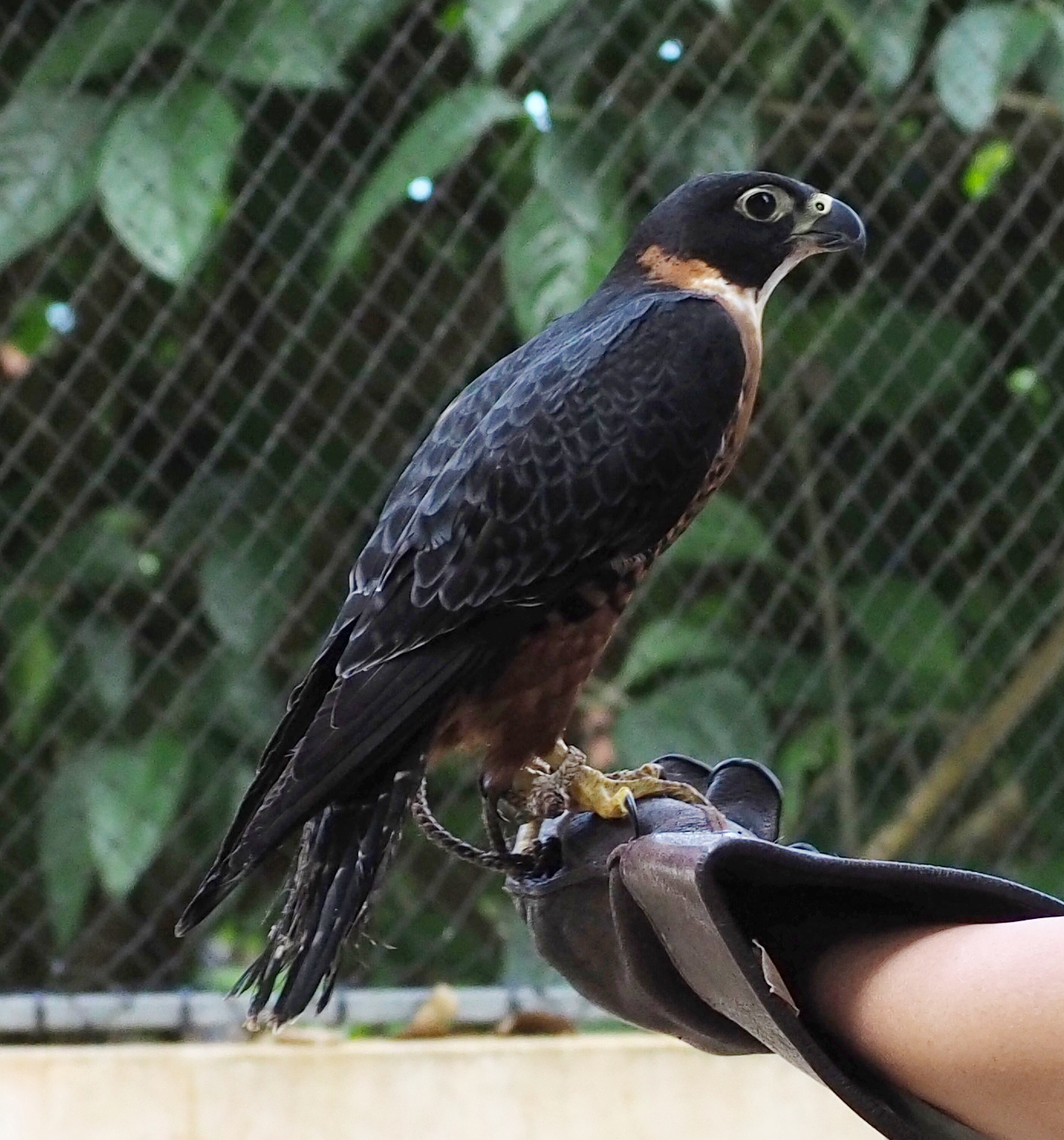
Faucon orangé dans un centre pour rapaces au Belize.

Le faucon orangé est considéré comme une espèce quasi menacée par l'UICN. Bien qu'il ait une distribution large, il y est rare et dispersé. La taille exacte de sa population n'est pas connue, et on pense qu'elle décroît. La déforestation pour l'exploitation du bois, l'agriculture et l'élevage sont les principales menaces qui pèsent sur cette espèce. L'urubu noir et l'abeille africanisée sont soupçonnés de perturber sa reproduction.
Le Fonds Peregrine élève en captivité des faucons orangés. Depuis 2007, le fonds a élevé et relâché 56 faucons dans la nature au Belize. En 2013, 23 faucons orangés sont devenus indépendants, et certains se sont reproduits avec des oiseaux sauvages, renforçant ainsi la population locale,.